# Lohse
Lohse – niemieckie nazwisko.

## Znane osoby noszące to nazwisko
- Bobby Lohse (ur. 1958) – szwedzki żeglarz sportowy;
- Edward Lohse (ur. 1961) –  amerykański duchowny katolicki, biskup diecezjalny Kalamazoo
- Elfriede Lohse-Wächtler (1899–1940) – niemiecka malarka zamordowana w ramach Akcji T4;
- Hinrich Lohse (1896–1964) – niemiecki zbrodniarz wojenny;
- Ingelore Lohse (ur. 1945) – niemiecka lekkoatletka specjalizująca się w biegach sprinterskich;
- Jonas Lohse (ur. 1987) –  szwedzki lekkoatleta specjalizujący się w rzucie oszczepem;
- Magnus Lohse (ur. 1984) – szwedzki lekkoatleta specjalizujący się w pchnięciu kulą.